# Radava (okres Nové Zámky)
Radava (původně Rendva) je obec na Slovensku v okrese Nové Zámky. Žije v ní 740 obyvatel. Nachází se v regionu Podunajsko na silničním tahu Šurany–Levice, nedaleko obce Podhájská. Střed obce leží v nadmořské výšce 145 metrů. Radava leží deset kilometrů od města Šurany a osmdesát kilometrů od Bratislavy.

## Historie
Ačkoli první písemná zmínka o vesnici pochází z roku 1237, samotná vesnice i její okolí mají starší historii. Na základě archeologických výzkumů se předpokládá, že Radava byla osídlena již v neolitu v době 6000–3000 let př. n. l. Ve druhé polovině 20. století byly objeveny i artefakty z doby bronzové a staroslovanské sídliště z 9. století.